# Dégrillage

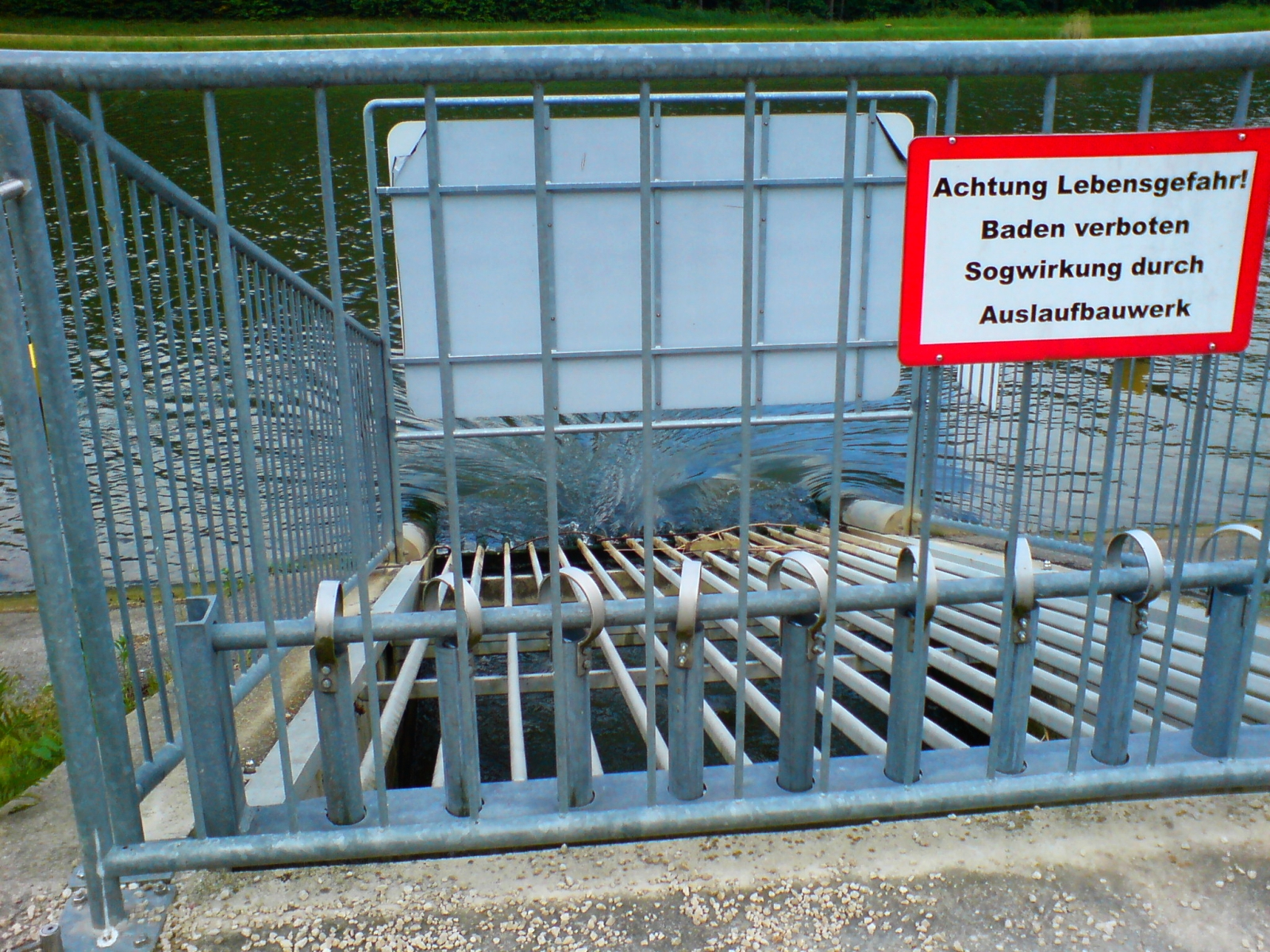
Dégrilleur de l'ouvrage de fuite de Neuse sur le Canal Rhin-Main-Danube.

Le dégrillage est destiné à piéger les matières plus ou moins volumineuses et les déchets de toutes sortes contenus dans le chenal d’admission d’un ouvrage hydraulique ou au stade de prétraitement d'eaux usées domestiques, agricoles ou industrielles, pour permettre leur extraction puis stockage en benne et évacuation vers une voie de traitement. 
Cet équipement (dégrilleur, souvent associés à un bac de déshuilage et un système de dessablage) évite l'entraînement des déchets vers les vannes, pales de turbine, membranes de filtration ou d'autres mécanismes vulnérables. Un retard dans le nettoyage des dégrilleurs compromet l’efficacité des ouvrages hydrauliques par dégradation du débit d’entrée.

## Étapes
On distingue :

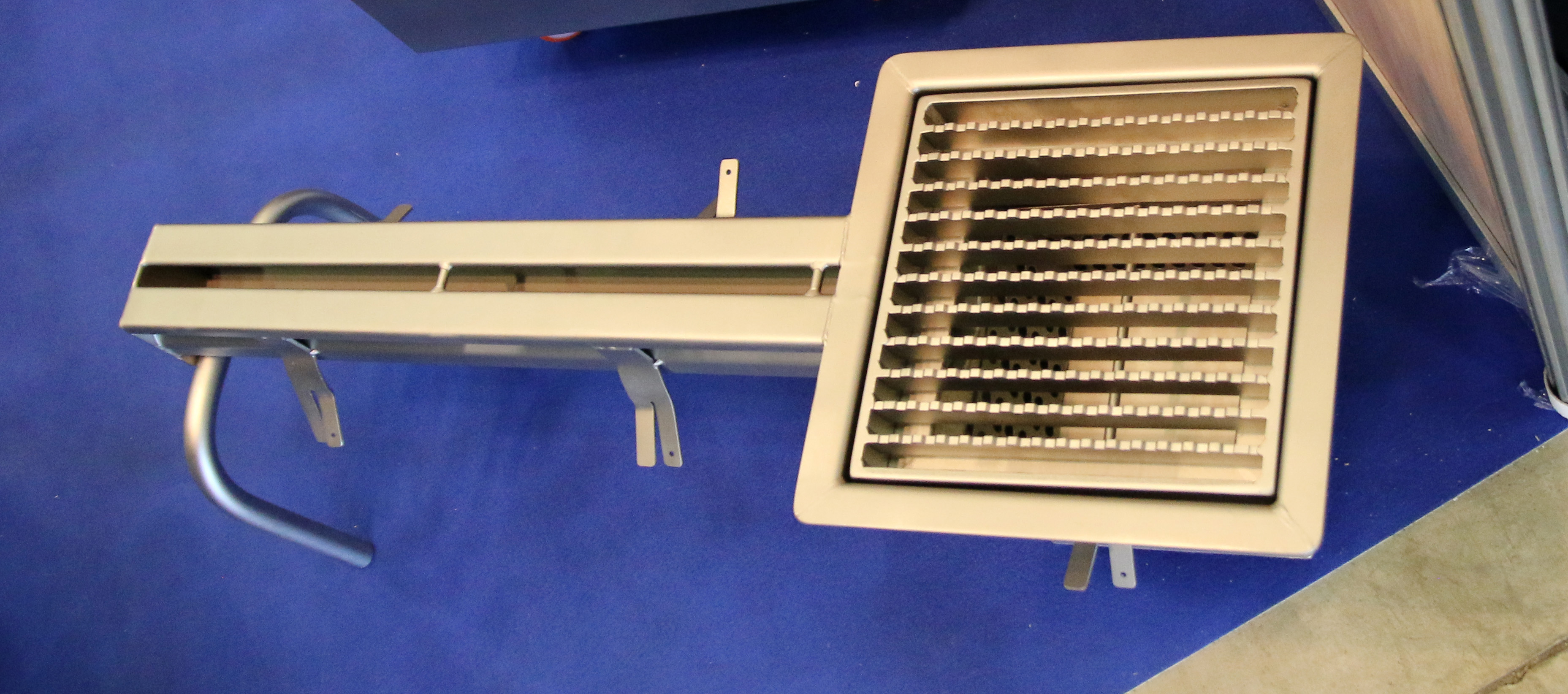
Dégrilleur et drain.

- le dégrillage moyen (écartement compris entre 40  et   10 mm)
- le dégrillage fin (écartement compris entre 10  et   6 mm)
- le tamisage (écartement compris entre 6  et   5 mm)

Suivant les caractéristiques de l'eau ou du liquide à traiter et les étapes suivantes du traitement, des grilles avec des écartements différents peuvent être placées les unes derrière les autres ou encore séparément (dégrillage plus fin juste à l'amont d'une étape de traitement critique).
On distingue les grilles à nettoyage manuel et les grilles à nettoyage automatique.
L'équipement doit être correctement dimensionné pour obtenir une vitesse de passage du liquide suffisante pour plaquer les déchets contre la grille mais pas trop élevée afin d’éviter de les ré entraîner.
Un dégrillage optimal est obtenu lorsque la grille est légèrement colmatée.

## Dégrilleur
Le dégrilleur automatique vertical ou incliné fait appel à une cinématique simple: le nettoyage de la grille à barreaux s'opère par raclage pendant la phase de remontée de l'élément raclant (godet ou peigne).

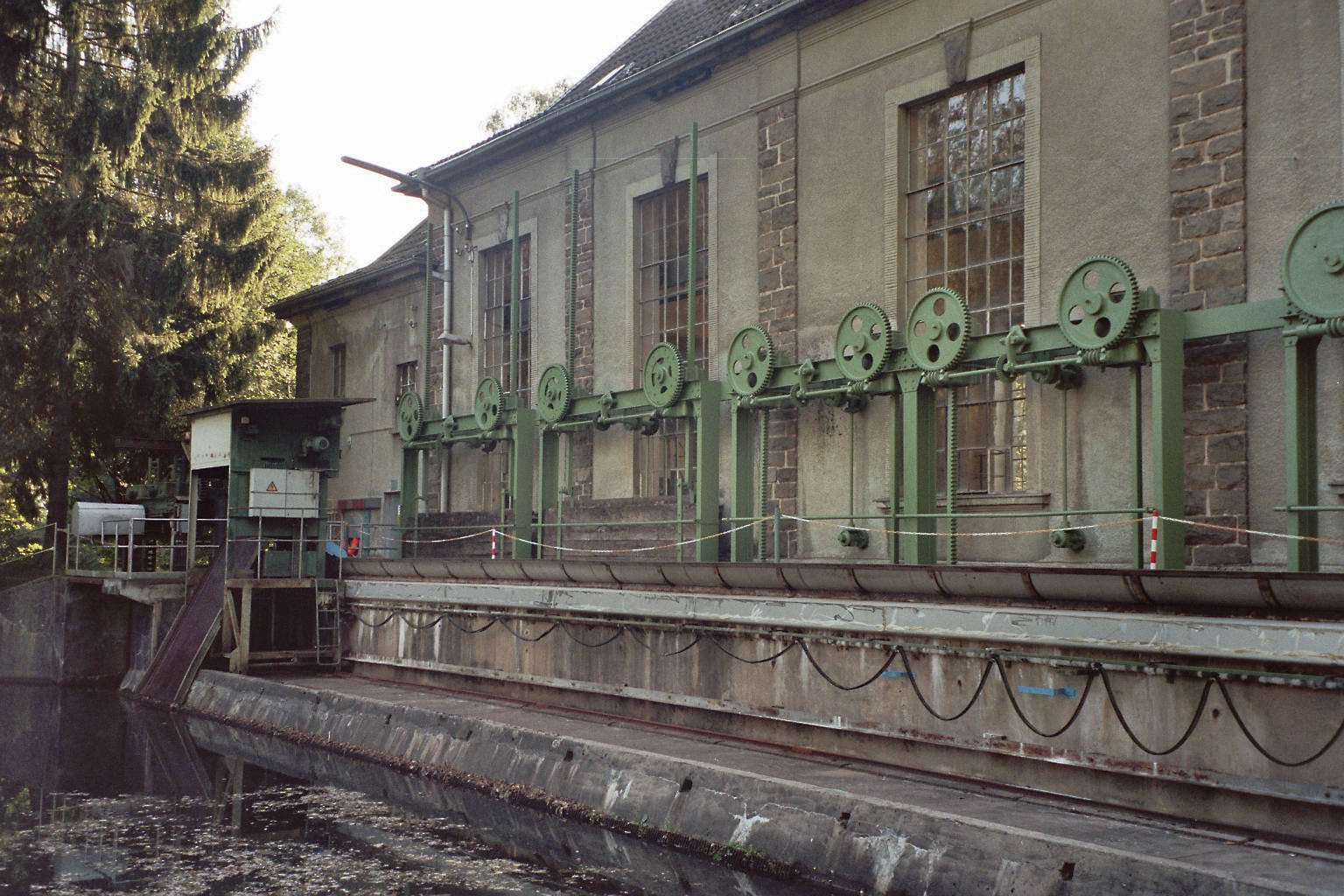
Dégrilleur de l'ouvrage de prise d'une centrale hydroélectrique.
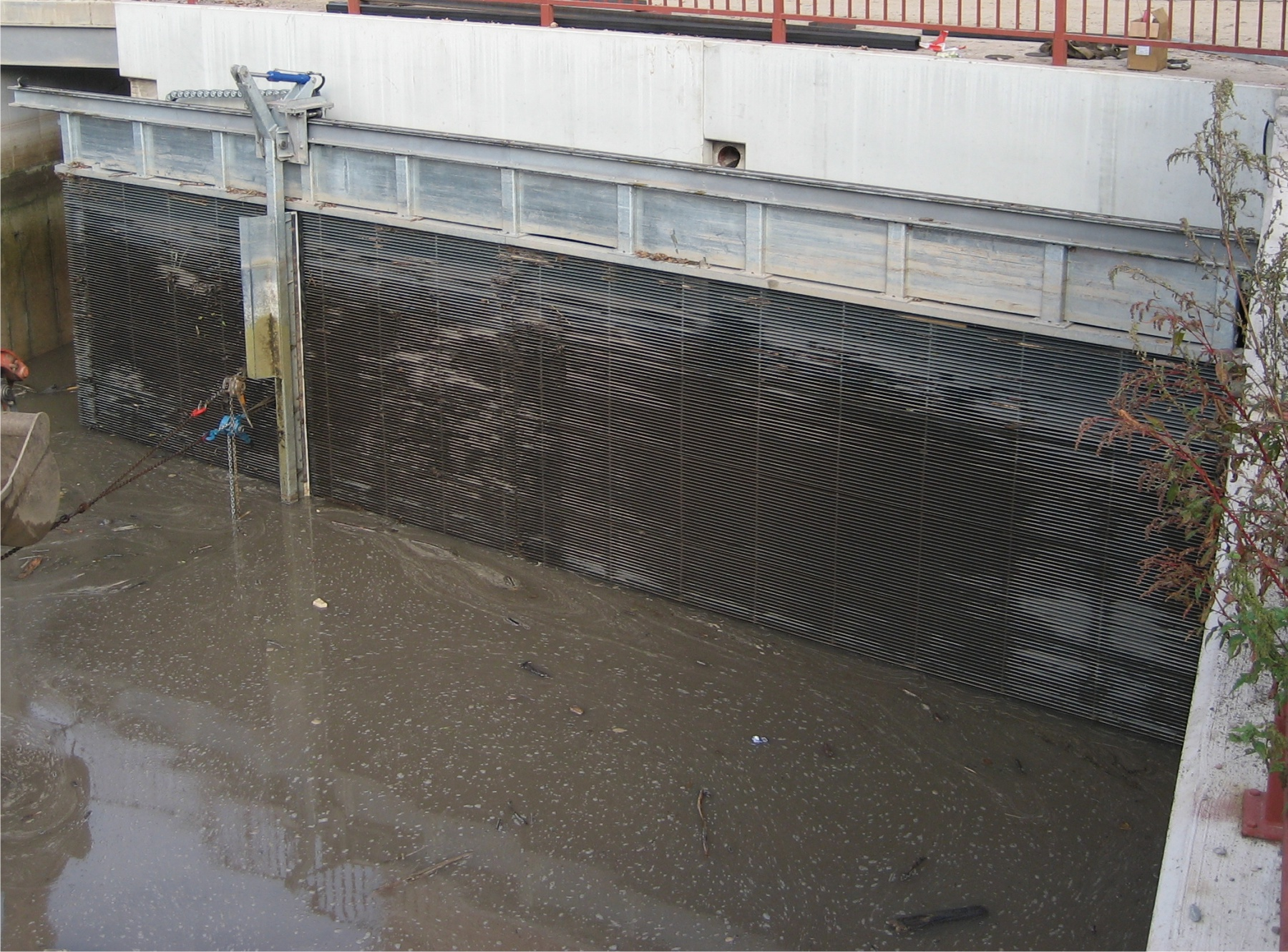
Peigne vertical et glissière d'un dégrilleur

### Applications
Un dégrilleur automatique vertical ou incliné peut être utilisé par toute prise ou canal où l'on veut éliminer des éléments de moyenne et grande dimension (feuilles, planches, bidons, plastiques, algues, méduses …). Il s'installe en travers d'un canal entre murs ou sur la face du mur de prise.
Il traite les eaux douces, eaux de mer, eaux résiduaires.

### Fonctionnement
Le nettoyage se fait par remontée d'un élément raclant (peigne ou godet) , mise en mouvement par un moteur situé en partie aérienne de la machine. Il existe plusieurs philosophies quant à la nature de la transmission du moteur au râteau, câble, sangle, chaîne voir hydraulique avec vérins pour de gros efforts de dégrillage/dessablage. Il chasse des débris par chasse d'eau qui remontent par la benne en partie haute (nettoyage par raclage possible).
Il accepte tous les débits jusqu'à 25 000 m3/h.

### Équipements spéciaux
Coffret de contrôle, indicateur de perte de charge, protection cathodique par anodes sacrificielles ou courant imposé.
Dispositif de sauvegarde des poissons.

## Les matières récupérées
Dénommées « refus de dégrillage », elles seront considérées comme déchet si elles n'ont plus d'usage et doivent être éliminées ou comme sous produit à recycler.
La quantité de refus de dégrillage à traiter dans le monde est en augmentation en raison de la croissance des installations munies d'un dégrilleur ou nécessitant un tamisage fin (par exemple en amont de bioréacteurs à membranes destinés à épurer des eaux usées) ; 
Le « déchet » ou sous-produit ou co-produit obtenu est généralement envoyé en décharge pour enfouissement ou en incinérateur pour être détruit (avec éventuelle valorisation thermique).
S'il ne s'agit que de branches et feuilles mortes, elles peuvent être compostées. 
Quand il est essentiellement composé de plastiques et/ou de restes de papier ou d'autres matières organiques pouvant brûler (après séchage et éventuel traitement désinfectant et stabilisant à la chaux), le déchet peut éventuellement être préparé et utilisé comme CSR (Combustible solide de récupération), solution peu valorisée en raison d'un PCIhum (humide) très bas.